# Vespertilio murinus
El murciélago bicolor (Vespertilio murinus) es una especie de murciélago microquiróptero de la familia Vespertilionidae.

## Descripción
Es un microquiróptero de tamaño medio y aspecto similar a las especies del género Eptesicus. El pelaje tiene en el dorso apariencia canosa debido a las puntas blancas de los pelos, en la zona ventral y la garganta es de color blanquecino. Tiene las orejas cortas y anchas, con el trago en forma casi de seta. El patagio, las orejas y la cara son de color casi negro. El plagiopatagio (membrana lateral) comienza en la base de los dedos del pie y la punta de la cola sobresale entre 2 y 5 mm del uropatagio (membrana interfemoral). Es el único murciélago europeo que posee dos pares de mamas, las cuales están separadas entre sí por unos 4 o 5 cm.
Mide de promedio 5 cm, más 4 de la cola y pesa 11 g. Su fórmula dental es la siguiente: 2/3, 1/1, 1/2, 3/3= 32

## Distribución y hábitat

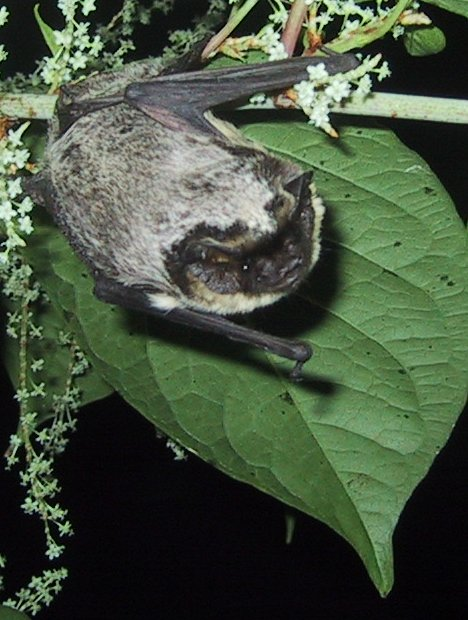
Murciélago bicolor.

Es una especie paleártica ampliamente extendida. Su área de distribución comprende desde Suiza y Francia oriental hasta el sur de Escandinavia, Europa central y oriental y de ahí hasta Asia central y la costa del océano Pacífico por el este.
Anteriormente se encontraba en acantilados, pero actualmente ha extendido su hábitat a grandes ciudades, estepas y zonas montañosas arboladas, hasta los 1.920 m de altitud. Al sur de su área de distribución suele encontrarse en zonas de montaña. En verano sus refugios suelen estar localizados en edificios, y menos frecuentemente en huecos de árboles y grietas de rocas, en cambio, en invierno se sitúan en lugares más fríos y expuestos a cambios de temperatura.

## Comportamiento
Es una especie muy migratoria, con desplazamientos desde las colonias de cría hasta los hibernáculos. La época de celo tiene lugar en otoño y principios de invierno. Las hembras paren desde finales de junio a principios de julio 2 crías y ocasionalmente 3. Las crías nacen sin pelo, pero al poco tiempo desarrollan un pelaje corto de color gris pálido. Como en muchos murciélagos vespertiliónidos, los machos y las hembras se separan en verano, congregándose las hembras en colonias de cría consistentes en hasta 100 hembras con sus crías, en cambio los machos son solitarios o forman pequeños grupos.
Hiberna en grupos de octubre a marzo, habitualmente en grietas de muros y de rocas, edificios, y más raramente en cuevas y minas.
Es de hábitos nocturnos, sale de los refugios al final del ocaso y caza a lo largo de toda la noche, basándose su dieta principalmente en moscas, pero también se alimenta de polillas y neurópteros. Captura sus presas volando a una altura de 20 a 40 m sobre el suelo, en campo abierto, bosques y lagos, y en verano y otoño en áreas suburbanas en torno a luces artificiales. Emite llamadas de ecolocación con una intensidad máxima a 24-25 kHz.

## Subespecies
Se han descrito las siguientes subespecies:
- Vespertilio murinus murinus
- Vespertilio murinus ussuriensis